# Alla Alexandrovna Andrejevová
Alla Alexandrovna Andrejevová (rusky Алла Александровна Андреева, za svobodna Bružesová, jméno po prvním muži – Ivaševová-Musatovová; 12. únorajul./ 25. února 1915greg., Moskva – 29. dubna 2005, Moskva) byla ruská výtvarnice, žena básníka a mystika Daniila Andrejeva, autora nábožensko-filosofického traktátu Růže Světa.

## Život
V roce 1944 se vdala za D. Andrejeva, v roce 1947 byla společně s ním zatčena s obviněním z antisovětské propagandy a organizaci atentátu na J. V. Stalina. Po smrti muže v roce 1959 třicet let opatrovala rukopisy jeho děl. V období perestrojky zorganizovala vydání děl D. Andrejeva, propagovala jeho dílo na tvůrčích večerech aj. V roce 2003 složil na její objednávku skladatel Alexej Kurbatov hudbu k poémě D. Andrejeva „Leningradská apokalypsa“. Je rovněž autorkou knihy vzpomínek. Zemřela ve svém bytě během požáru.